# Qualificazioni al campionato mondiale di calcio 2022 - CAF - seconda fase - girone I
Questa voce raccoglie i risultati delle partite del girone I valido come secondo turno di qualificazione al Campionato mondiale di calcio 2022 per la zona africana.

## Classifica
| Squadra       | P.ti | G | V | P | S | RF | RS | DR  |
| ------------- | ---- | - | - | - | - | -- | -- | --- |
| Marocco       | 18   | 6 | 6 | 0 | 0 | 20 | 1  | +19 |
| Guinea-Bissau | 6    | 6 | 1 | 3 | 2 | 5  | 11 | -6  |
| Guinea        | 4    | 6 | 0 | 4 | 2 | 5  | 11 | -6  |
| Sudan         | 3    | 6 | 0 | 3 | 3 | 5  | 12 | -7  |

## Risultati

### 1ª giornata
| Arbitro: | Mutaz Ibrahim |

|            |           |           |
| Mendes 46’ | Marcatori | 7’ Kamano |

| Arbitro: | Maguette Ndiaye |

|                             |           |  |
| Aguerd 10’ Ahmed 53’ (aut.) | Marcatori |  |

### 2ª giornata
| Arbitro: | Victor Gomes |

|                         |           |                                        |
| Abdel Rahman 55’, 90+2’ | Marcatori | 8’, 39’ Piqueti 11’ F. Mendy 82’ Baldé |

| Arbitro: | Néant Alioum |

|          |           |                                          |
| Kane 31’ | Marcatori | 21’ El Kaabi 42’, 65’ Amallah 89’ Boufal |

### 3ª giornata
| Arbitro: | Janny Sikazwe |

|           |           |          |
| Teiri 72’ | Marcatori | 56’ Bayo |

| Arbitro: | Boubou Traoré |

|                                                                     |           |  |
| Hakimi 31’ Louza 45+1’ (rig.) Chair 49’ El Kaabi 62’ El Haddadi 82’ | Marcatori |  |

### 4ª giornata
| Arbitro: | Mustapha Ghorbal |

|                    |           |                       |
| Kanté 48’ Bayo 67’ | Marcatori | 64’ Mahmoud 88’ Kamal |

| Arbitro: | Jean Ndala |

|  |           |                              |
|  | Marcatori | 10’, 69’ El Kaabi 20’ Barkok |

### 5ª giornata
| Conakry 12 novembre 2021, ore 16:00 UTC | Guinea          | 0 – 0 referto | Guinea-Bissau | Stade Général Lansana Conté\| Arbitro: \| Mohamed Maarouf \| |
| Arbitro:                                | Mohamed Maarouf |               |               |                                                              |

| Arbitro: | Kamaku Waweru |

|  |           |                           |
|  | Marcatori | 3’, 61’ Mmaee 90+3’ Louza |

### 6ª giornata
| Marrakech 15 novembre 2021, ore 17:00 UTC+1 | Guinea-Bissau | 0 – 0 referto | Sudan | Stadio di Marrakech\| Arbitro: \| Jean Ouattara \| |
| Arbitro:                                    | Jean Ouattara |               |       |                                                    |

| Arbitro: | Joshua Bondo |

|                                    |           |  |
| Mmaee 20’ (rig.), 29’ El Kaabi 60’ | Marcatori |  |